# Liste der Naturdenkmale in Bischoffen
Die Liste der Naturdenkmale in Bischoffen nennt die auf dem Gebiet der Gemeinde Bischoffen gelegenen Naturdenkmale. Sie sind bei der unteren Naturschutzbehörde des Lahn-Dill-Kreises (Abteil Umwelt, Natur und Wasser) eingetragen.
| Bild            | Bezeichnung                       | Ortsteil, Lage                                 | Beschreibung | Art          | Nr. |
| --------------- | --------------------------------- | ---------------------------------------------- | --- | ------------ | --- |
| Fotos hochladen | 700-jährige Eiche Roßbach         | Roßbach 50° 42′ 29,3″ N, 8° 30′ 38,7″ O        | Etwa 700 Jahre alte Traubeneiche. 13,5 m hoch, 7,1 m Stammumfang. Schutzgrund: Alter, Schönheit                                    | Einzelbaum   | 156 |
| Fotos hochladen | Alte Eiche Niederweidbach         | Niederweidbach 50° 43′ 32,6″ N, 8° 29′ 1,4″ O  | Etwa 250 Jahre alte Eiche. 31 m hoch, 3,90 m Stammumfang. Schutzgrund: Alter, Schönheit                                            | Einzelbaum   | 101 |
| Fotos hochladen | Dicke Eiche Roßbach               | Roßbach 50° 42′ 27″ N, 8° 30′ 34,8″ O          | Etwa 450 Jahre alte Eiche mit starken Ästen. 24 m hoch, 8 m Stammumfang. Schutzgrund: Alter, Schönheit                             | Einzelbaum   | 43  |
| Fotos hochladen | Bettwiesen Bischoffen             | Bischoffen 50° 43′ 24,9″ N, 8° 26′ 18,5″ O     | Brut- und Nahrungsgebiet für heimische, sowie Nahrungs- und Rastareal für durchziehende Vogelarten.                                | Feuchtbiotop | 163 |
| Fotos hochladen | Dorflinde Oberweidbach            | Oberweidbach 50° 43′ 28,9″ N, 8° 30′ 54,6″ O   | Einzelbaum mit schöner Krone. 23 m hoch, 2,10 m Stammumfang. Schutzgrund: Schönheit                                                | Einzelbaum   | 45  |
| Fotos hochladen | Wacholdervorkommen Niederweidbach | Niederweidbach 50° 42′ 13″ N, 8° 29′ 11,2″ O   | Der Trockenstandort ist ein seltenes Relikt historischer Landnutzung (Schafbeweidung). Schutzgrund: Eigenart, Seltenheit           |              | 103 |
| Fotos hochladen | Zigeunereiche Wilsbach            | Wilsbach 50° 42′ 21,1″ N, 8° 32′ 56,6″ O       | Etwa 600 Jahre alte Stieleiche. 25,5 m hoch, 7,35 m Stammumfang. Schutzgrund: Alter, Schönheit                                     | Einzelbaum   | 155 |
| Fotos hochladen | Zwei Eichen Niederweidbach        | Niederweidbach 50° 43′ 27,2″ N, 8° 29′ 11,6″ O | Zwei in 2 m Höhe durch einen Ast miteinander verwachsene Eichen. 30 m hoch, 3,30 m und 2,00 m Stammumfang. Schutzgrund: Seltenheit |              | 102 |